# Хайнрих XV фон Гера
Хайнрих XV фон Гера „Млади“ (на немски: Heinrich XV von Gera „der Jüngere“; * 1476; † 7 август 1550 в замък Бургк в Шлайц, Тюрингия) е благородник от фамилията Ройс, господар на Гера, Шлайц, Лобенщайн и Заалбург на река Зале (в Залбург-Еберсдорф) в Тюрингия (1538 – 1550).
Той е вторият син на Хайнрих XII фон Гера-Шлайц „Средния“ († 26 август 1500), господар на Шлайц, Райхенфелс, Заалбург и Бургк, и съпругата му графиня Хедвиг фон Мансфелд († сл. 1477), дъщеря на граф Фолрад II фон Мансфелд (1380 – 1450) и херцогиня Маргерита от Силезия-Саган-Прибус († 1491). Внук е на Хайнрих IX фон Гера „Средния“ († 1482) и графиня Мехтилд фон Шварценберг-Вахсенбург († 1446).
През подялбата на страната от 1501 и 1509 г. Хайнрих XV фон Гера получава с брат си Хайнрих XIV (XIII) фон Гера „Стари“ († 1538) половината от Лобенщайн и Заалбург.
Хайнрих XV фон Гера предава Гера през 1547 г. на бургграфовете на Майсен.
Хайнрих XV фон Гера умира бездетен на 7 август 1550 г. в замък Бургк в Шлайц и е погребан в „църквата Берг“ в „Шлайц“. С него изчезва „линията фон Гера цу Шлайц“.

## Фамилия
Хайнрих XV фон Гера се жени пр. 24 октомври 1510 г. за Лудмила фон Лобковиц († между 3 юни и 11 септември 1532), дъщеря на Николаус III Попел фон Лобковиц-Хасенщайн († 1502). Бракът е бездетен.
Хайнрих XV фон Гера се жени втори път сл. 11 септември 1532 г. за Маргарета († пр. 11 септември 1549). Бракът е бездетен.
Хайнрих XV фон Гера „Млади“ се жени трети път на 6 май 1550 г. за Маргарета фон Шварцбург-Лойтенберг (* ок. 1530; † 18 март 1559 в Харбург, Швабия), дъщеря на граф Йохан Хайнрих фон Шварцбург-Лойтенберг (1496 – 1555) и Маргарета фон Вайда († 1569), дъщеря на Хайнрих XXIII фон Вайда, „Млади“ († 1531) и графиня Маргарета фон Мансфелд-Кверфурт († 1531). Бракът е бездетен.
Вдовицата му Маргарета фон Шварцбург-Лойтенберг се омъжва втори път на 8 септември 1551 г. за херцог Ото II фон Брауншвайг-Харбург (1528 – 1603).